# Bottle Rocket
Bottle Rocket é um filme americano dirigido por Wes Anderson, escrito pelo mesmo em conjunto com Owen Wilson.
Este é o primeiro filme do diretor Wes Anderson e foi baseado no curta-metragem de 1994 feito pelo próprio Anderson.

## Sinopse
Após sair de um hospital psiquiátrico, Anthony reune-se com seu amigo Digman, que tem um plano para entrar no mundo do crime e conhecer um famoso criminoso, Mr. Henry. Aos dois junta-se Bob, amigo de Digman. A inexperiência do trio resulta em assaltos cómicos e atrapalhados. O fato de cada um ter objectivos diferentes acaba por causar ainda mais confusão nos assaltos.

## Enredo
O filme é centrado num grupo de jovens de uma comunidade rica do Texas, Dignan (Owen Wilson), Anthony (Luke Wilson) e Bob (Robert Musgrave) que tencionam fazer um assalto.
O início do filme mostra Digman a "resgatar" Anthony de um hospital psiquiátrico onde ele tem estado voluntariamente por alegadamente estar exausto. Durante a fuga, Digman mostra a Anthony o plano que criou para entrar na vida do crime. O plano inclui fazer pequenos assaltos para criar reputação e conseguir conhecer "Mr. Henry", um paisagista e criminoso no tempo livre.
Os dois começam a praticar assaltos e no seu primeiro assalto é escolhida a própria casa de Anthony. Após o assalto Digman faz uma análise do desempenho e critica por eles terem roubado os brincos de diamante que não estavam na lista de objetos a serem levados. Anthony lembra a Digman que os brincos são da mãe dele e que eles realmente não deviam ter levados. Mais tarde Anthony visita sua irmã mais nova para devolver os brincos.
Para o assalto seguinte Digman escolhe seu amigo Bob Mapplethorpe para ser o motorista da fuga, pois ele é a única pessoa que eles conhecem que tem o seu próprio carro. Eles compram uma arma e quando chega a noite eles partem para o alvo, uma livraria.
O plano era roubar uma pequena quantia e depois fugir para um hotel de estrada, longe do centro. É nesse hotel que Anthony conhece Inez (Lumi Cavazos), uma empregada do hotel, e os dois começam um romance apesar de não falarem a mesma língua. Entretanto, Bob descobre que a sua plantação de Cannabis foi descoberta pela polícia e que seu irmão foi preso. Na manhã seguinte, Bob volta à cidade para ajudar o irmão e deixa Digman e Anthony sozinhos no hotel, sem carro.
Agora sem carro, Digman e Anthony precisam voltar à cidade e continuar com o plano de assaltos. Antes de partirem Anthony pede a Digman para entregar um envelope à Inez. Mais tarde Digman descobre que dentro do envelope estava todo o dinheiro do assalto, deixando assim os dois sem dinheiro para voltar.
Após uma discussão os dois seguem caminhos opostos, cada um para a sua vida. Até que um dia Digman aparece vestido com um uniforme amarelo numa pequena motocicleta e convida Anthony para um encontro com Mr. Henry (James Caan), o famoso bandido.
O trio reúne-se novamente e tem o tão aguardado encontro com Mr. Henry, que revela ser um excêntrico. Os três, agora com Mr. Henry e seus amigos, tencionam assaltar o cofre de uma fábrica.
Entretanto, Anthony inicia uma procura desesperada por Inez, após receber, com algum atraso, uma mensagem de amor. Quando a encontra, Inez trabalha num outro hotel e com um inglês muito mais fluente consegue pela primeira vez se comunicar com Anthony sem a ajuda de um interprete.
Chega o dia para o "grande" assalto. Digman, Anthony e Bob, agora ajudados pelo grupo de assaltantes de Mr. Henry, iniciam o plano de assalto, mas esse cedo revela ser um desastre. Os assaltantes que estava ali para ajudar acabam por atrapalhar. Pouco depois do início do assalto o alarme é disparado e todos começam a fugir. Na fuga, Digman diz a Anthony para fugir com todos os outros e que o deixe para trás para assumir a culpa do assalto.
Com a prisão de Digman, todos os planos de assalto são esquecidos. O filme termina com Anthony e Bob visitando Digman na prisão. Eles revelam que Mr. Henry os enganou e enquanto eles fracassavam no assalto à fábrica, Mr. Henry assaltava a casa de Bob. Nunca mais tiveram notícias de Mr. Henry.

## Personagens
- Digman (Owen Wilson): Um aprendiz de ladrão aventureiro e tresloucado. Assume a liderança do grupo iniciando todos os ideias de assalto, estudando e articulando os planos com todos detalhes. Parece levar a vida do crime muito mais sério que as outras personagens.
- Anthony (Luke Wilson): Amigo de Digman. Antes de ser convidado para os assaltos, esteve internado voluntariamente num hospital psiquiátrico. Diferente de Digman, não encara a vida do crime com muita seriedade e após conhecer Inez fica ainda mais distante dos acontecimentos.
- Bob Mapplethorpe (Robert Musgrave): Outro amigo de Digman. Não estava inicialmente nos planos para os assaltos, mas assim que Digman apercebe-se que precisa de um carro de fuga, convida-o para ingressar no grupo. Bob é filho de uma família rica, mas tem a sua própria fonte de renda com uma plantação de Cannabis.
- Inez (Lumi Cavazos): Empregada do hotel para onde Digman, Anthony e Bob vão após um assalto. Nascida no Paraguai, Inez está no EUA sem saber falar inglês. Inicia um romance com Anthony após a sua chegada ao hotel.
- John Mapplethorpe (Andrew Wilson): Irmão de Bob. John é uma pessoa que menospreza e faz piadas com a vida do irmão e com as ideias de Digman. É preso injustamente após a polícia encontrar a plantação de Cannabis do irmão.
- Mr. Henry (James Caan): Um excêntrico paisagista que trabalha como ladrão no tempo livre. É a pessoa que Digman tanto quer conhecer para entrar no mundo dos grandes assaltos.
- Assaltantes: Os assaltantes (Applejack, Rowboat, Kumar e Jackson) são um grupo de conhecidos de Mr. Henry recrutados para ajudar Digman, Anthony e Bob no grande assalto.

## Banda sonora
1. "Voluntary Hospital Escape" - Mark Mothersbaugh
2. "Gun Buyers" - Mark Mothersbaugh
3. "Bookstore Robbery" - Mark Mothersbaugh
4. "Dignan's Dance" - Mark Mothersbaugh
5. "And Also Because He Fired Me" - Mark Mothersbaugh
6. "Zorro Is Back" - Oliver Onions
7. "Cleaning Rooms With Inez" - Mark Mothersbaugh
8. "She Looks Just Like You" - Mark Mothersbaugh
9. "Pachanga Diferente" - Rene Touzet
10. "No Lifeguard On Duty" - Mark Mothersbaugh
11. "Mambo Guajiro" - Rene Touzet
12. "Rocky" - Mark Mothersbaugh
13. "Doesn't Sound That Bad In Spanish" - Mark Mothersbaugh
14. "Over And Done With" - The Proclaimers
15. "Snowflake Music/Mr. Henry's Chop Shop" - Mark Mothersbaugh
16. "You're Breaking His Heart" - Mark Mothersbaugh
17. "Goddammit I'm In" - Mark Mothersbaugh
18. "No Jazz" - Mark Mothersbaugh
19. "Highway Reprised" - Mark Mothersbaugh
20. "75 Year Plan" - Mark Mothersbaugh
21. "Futureman's Theme" - Mark Mothersbaugh
22. "Alone again or" - Love
23. "2000 Man" - The Rolling Stones